# Massif du Devès
Le Devès est un vaste plateau basaltique des monts du Velay dans le Massif central, situé en Haute-Loire, constituant une région naturelle française. Il culmine au mont Devès à 1 421 mètres d'altitude.

## Toponymie
Devès est un terme occitan qui désigne une « forêt interdite, en défens » au sens où elle n'est pas exploitée.

## Géographie

### Situation
Le Devès est bordé à l'ouest par la haute vallée de l'Allier et les monts de la Margeride, au nord par les monts du Livradois, au nord-est par le massif du Meygal, à l'est par la haute vallée de la Loire et les monts du Vivarais.
Le massif est frontalier avec les départements de la Lozère et de l'Ardèche. Les principales communes du massif sont Pradelles, Cayres, Costaros, Cussac-sur-Loire, Le Brignon, Solignac-sur-Loire, Loudes. Le massif est couvert par les communautés de communes des Pays de Cayres et de Pradelles, et partiellement par celle des Rives du Haut Allier et par la communauté d'agglomération du Puy-en-Velay.
Il couvre une superficie d'environ 600 km2, s'étendant sur 40 km du nord-ouest au sud-est, sur une altitude moyenne de 900 mètres.
Trois axes principaux traversent le plateau : la RN 102, la RN 88 et la RD 906.
L'ancienne ligne de chemin de fer du Puy à Langogne traverse le plateau du nord au sud. Elle est aujourd'hui partiellement convertie en voie verte entre Brives-Charensac et Costaros, et en vélorail entre Landos et Pradelles.

### Géologie
Le massif du Devès, qui est plutôt un haut plateau, est un des trois massifs volcaniques du Velay, les deux autres étant le massif du Mézenc et le Meygal.
C'est le plus grand plateau basaltique du Massif central. Les premières éruptions sont datées de 6 millions d'années mais l'essentiel de l'activité volcanique s'est produite entre −3,5 et −0,6 Ma, avec deux paroxysmes à −1 et −2 millions d'années.

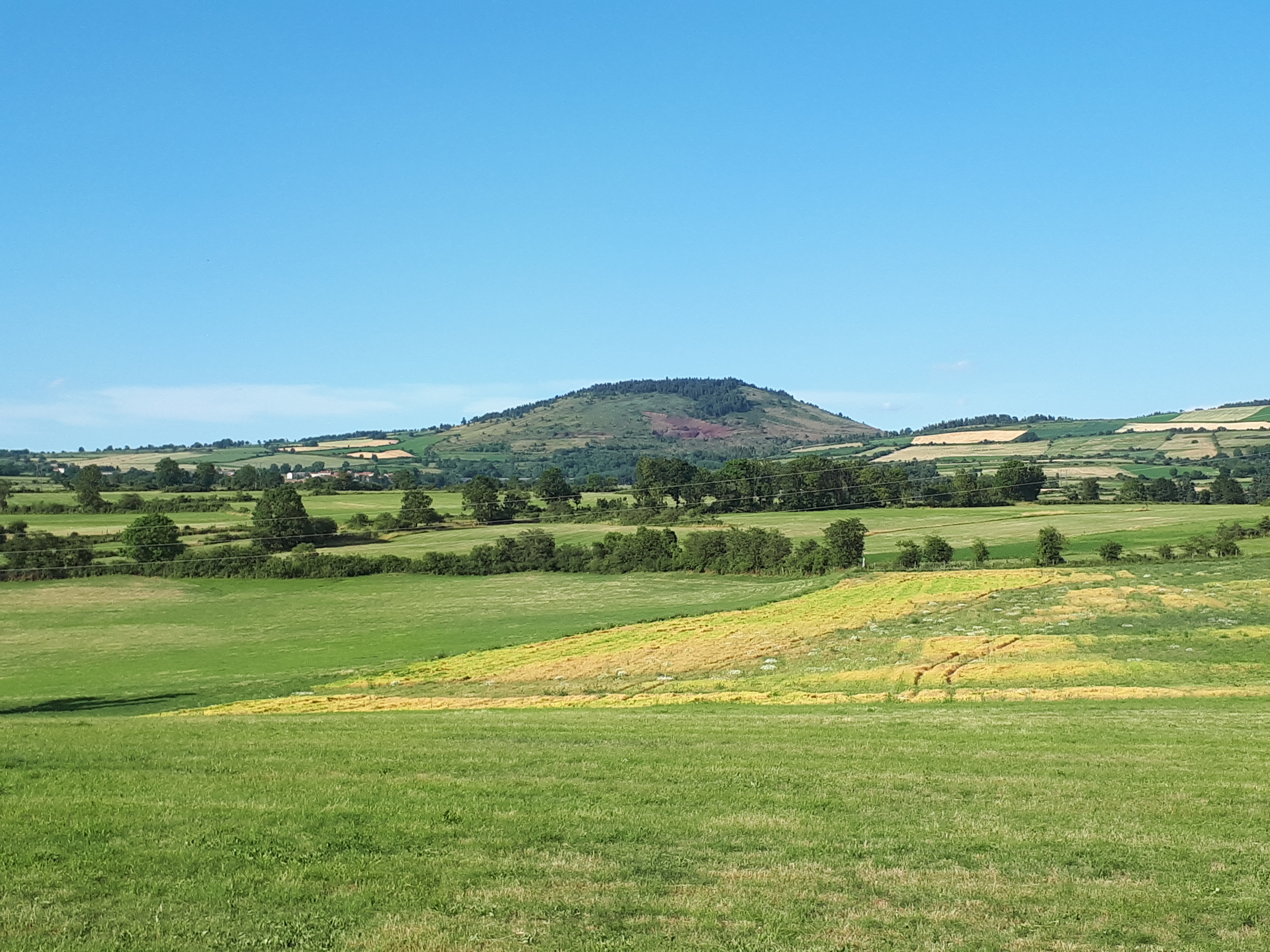
La garde de Rauret.

La surface du plateau est couverte de cônes de scories d'origines stromboliennes. Certains de ces cônes conservent encore leur cratère comme certains des cratères de types maars, qui sont des dépressions occupées par une végétation spontanée adaptée aux milieux humides. Les plus emblématiques du plateau sont le lac du Bouchet, les narces de la Sauvetat ou encore le marais de Limagne. Les autres sont « gardes ». On en dénombre près de 150 et ils forment, sur un axe nord-sud, soit en une chaîne de petits monts recouverts de forêts, soit comme des objets au milieu des champs. La plupart ont été cultivées sur leur base, laissant un chevelu forestier (pins) à leur sommet ou à des affleurements rocheux.
Le volcanisme du Devès est de type fissural et alcalin et s'est manifesté sous forme strombolienne et phréatomagmatique. La première est caractérisée par l'émission de laves très fluides, dont sont témoins les nombreux cônes de scories du plateau. La deuxième est définie par la rencontre explosive entre un magma très chaud et une grande quantité d'eau.
Le volcanisme du Devès s'est exprimé sur un socle métamorphique, composé majoritairement de gneiss et de schistes.
Le substrat balsaltique permet à l'eau de s'infiltrer aisément. Le massif est considéré comme le grand réservoir pour l'alimentation en eau de la Haute-Loire.

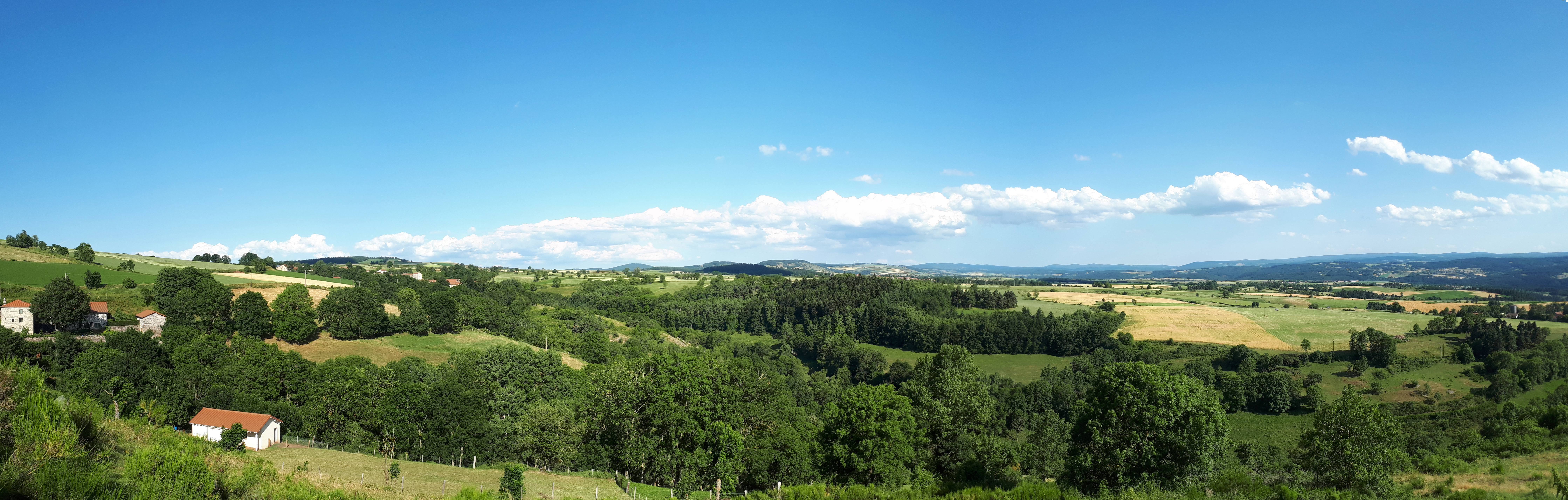
Paysage du plateau de Devès, vu vers le sud depuis Saint-Haon.

### Sommets principaux

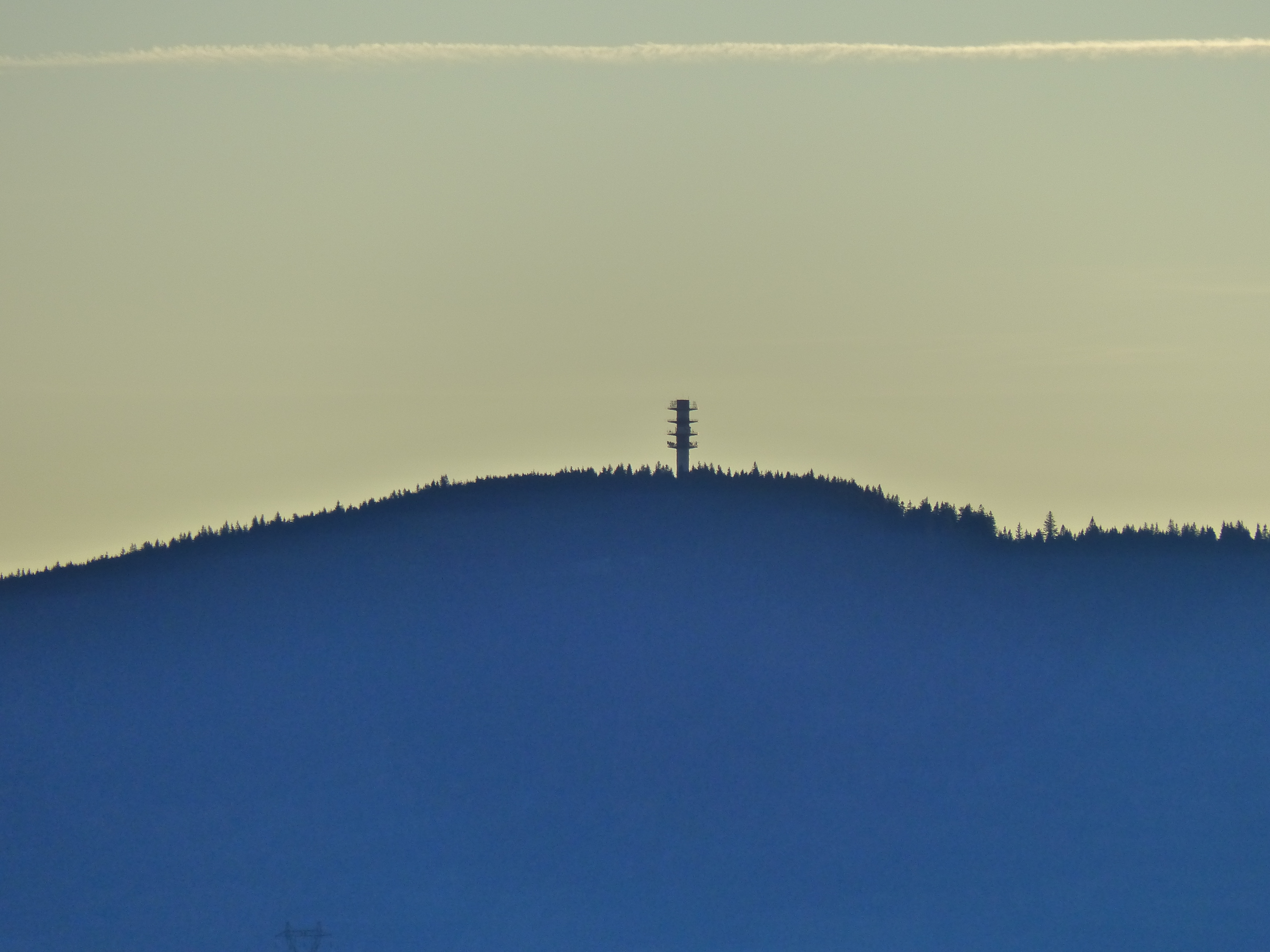
Le mont Devès.

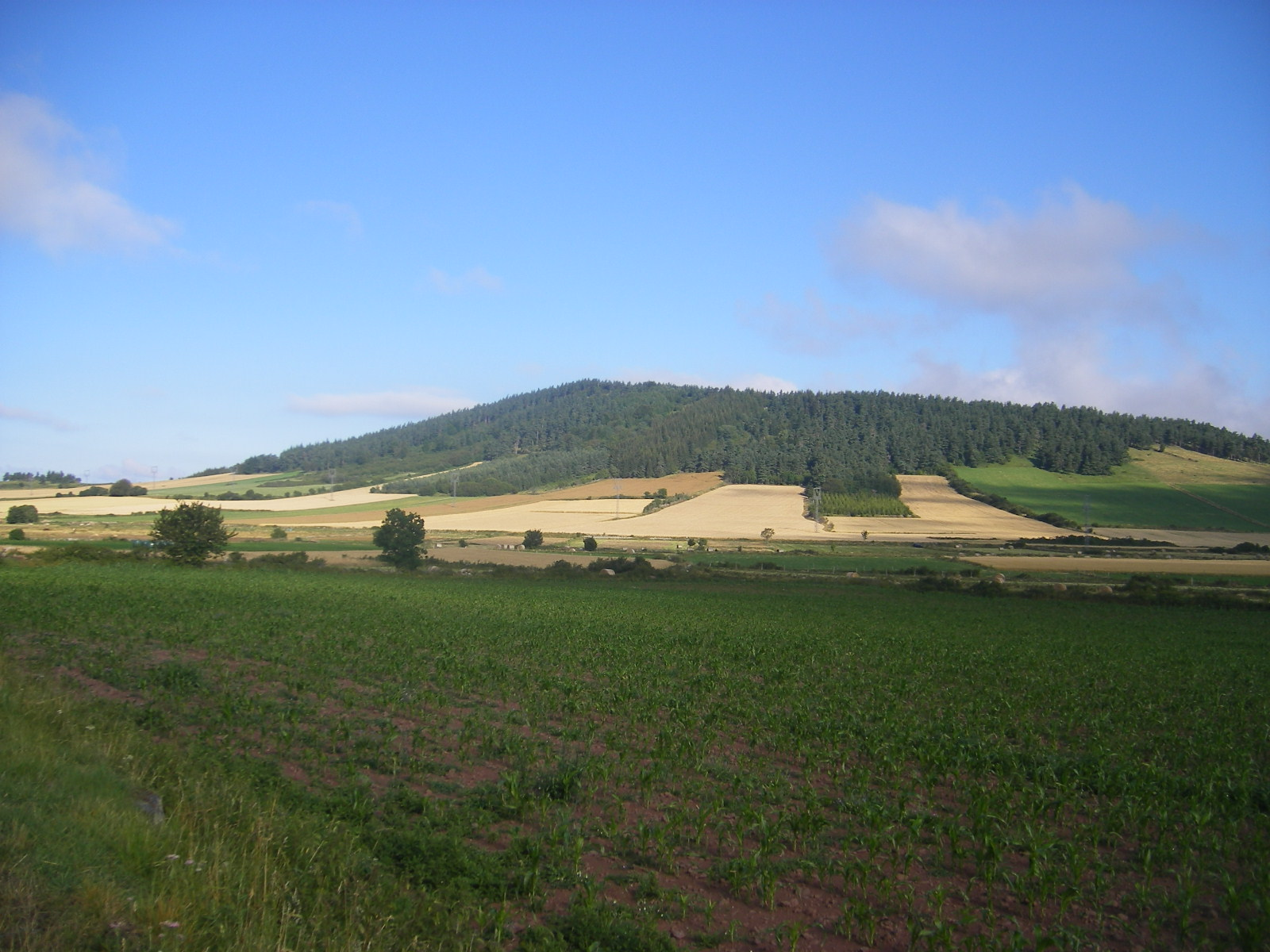
Montchaud, Saint-Privat-d'Allier.

- Mont Devès, point culminant du massif à 1 421 mètres
- Mont Recours, 1 382 mètres
- Mont Tartas, 1 349 mètres
- Ranc de la Garde, 1 329 mètres
- Mont Farnier, 1 328 mètres
- Champ Vestri, 1 321 mètres
- Mont Long, 1 317 mètres
- La Durande, 1 299 mètres
- Mont Maillon, 1 291 mètres
- La Vesseyre, 1 279 mètres
- Rocher de la Fagette, 1 265 mètres
- Montchaud, 1 243 mètres
- Suc de Combret, 1 232 mètres
- Montpignon, 1 230 mètres
- Mont Burel, 1 227 mètres
- Côte Rousse, 1 218 mètres
- Le Pouzat, 1 208 mètres
- Montjus, 1 122 mètres
- Suc de Miceselle, 1 115 mètres
- La Garde de Tallobre, 1 069 mètres
- La Garde des Ceyssoux, 1 064 mètres
- Mont Briançon, 1 045 mètres

### Climat
Le climat est froid mais relativement sec ; les monts du Cantal et de la Margeride offrent une position d'abris conduisant à des précipitations réduites (environ 850 mm/an en moyenne). En hiver la neige perdure au sol pendant plusieurs mois, les forêts et pâtures sont balayées par la burle, nom local du blizzard.

### Faune et flore
Le massif du Devès se distingue par son paysage équilibré entre systèmes prairiaux et culturaux. Son taux de boisement de 22 % est inférieur à la moyenne du Massif central, en raison des défrichements des forêts anciennes opérés depuis 150 ans. Le territoire a le nombre d'espèces de plantes le plus élevé du département avec une flore particulièrement riche et la présence de plantes rares telles que Neslia paniculata subsp. thracica, Camelina microcarpa et Ranunculus lingua qui sont en danger critique d'extinction en Auvergne.

## Histoire

### Préhistoire
Le massif du Devès a été habité dès la Préhistoire, notamment par des chasseurs-cueilleurs du Paléolithique. L'abri Laborde, découvert en 1963-1964, est un site archéologique majeur. Les fouilles y ont révélé un riche mobilier moustérien, ainsi que des artefacts du Paléolithique supérieur. Ce site est essentiel pour l'étude des industries préhistoriques du Massif central.

### Moyen Âge
Au Moyen Âge, le Devès est dominé par les seigneuries et la construction de maisons fortes, marquées par les conflits entre le pouvoir épiscopal et les seigneurs locaux. Les marchés et foires se développent, comme en témoigne l'établissement du marché du Bouchet le vendredi, par lettres patentes, le 8 novembre 1318.

### Tradition agricole
Au début du XIXe siècle, l'assolement triennal devient courant, entraînant la disparition progressive des jachères. Le seigle, utilisé pour la fabrication du pain, reste un élément de base de l'alimentation. Cependant, au XXe siècle, l'orge puis le blé remplacent progressivement le seigle, entraînant son déclin. Les troupeaux de moutons, élevés sur les hauteurs autrefois déboisées et couvertes de landes, complètent la production agricole. Dans le Velay occidental, les troupeaux sont généralement collectifs, et les bergers sont nourris par la collectivité, sauf dans les grandes fermes où les bergers sont particuliers. La seconde moitié du XIXe siècle marque le boisement des landes et une réduction du nombre de troupeaux.

## Activités
Les ressources naturelles liées au volcanisme du massif ont permis notamment le développement de l'agriculture et de l'extraction des matériaux.

### Agriculture
Le plateau du Devès est le plus grand plateau volcanique cultivé en Europe.
Des terres fertiles, situées sur les flancs des cônes et dans les vallées, sont propices à la culture de nombreuses céréales et légumineuses, notamment la célèbre lentille verte du Puy qui bénéficie d'une AOC (appellation d'origine contrôlée) depuis 1996, et d'une AOP (appellation d'origine protégée) depuis 2008. Historiquement, des sociétés locales comme Sabarot ou Trescarte commercialisent le produit.

### Ressources minérales
De nombreux matériaux sont et ont été extraits du sous-sol du massif : basaltes, tufs divers, pouzzolane, granite de la Margeride.

### Énergie

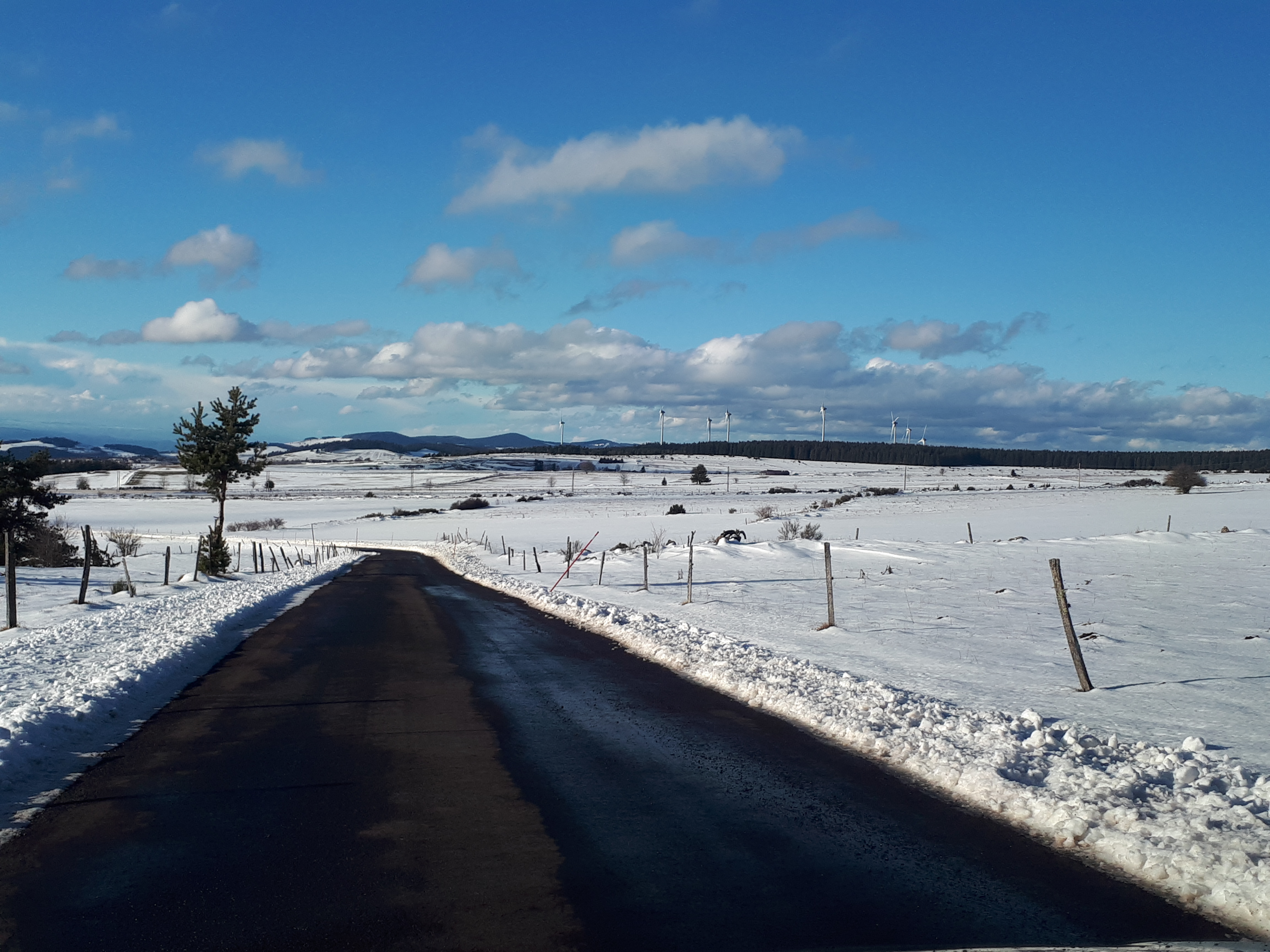
Parc éolien de Saint-Jean-Lachalm.

Le plateau, exposé aux vents, est favorable au développement de l'énergie éolienne. Depuis 2008, un parc de 9 éoliennes est installé sur la commune de Saint-Jean-Lachalm. À l'extrémité sud du massif, un parc de 29 éoliennes a été mis en service en 2017.

### Tourisme
Le plateau est parcouru par d'importants sentiers de grande randonnée comme le chemin de Stevenson (GR 7), la via Podiensis (un des quatre chemins de France du pèlerinage de Saint-Jacques-de-Compostelle), le chemin de Régordane (GR 700), le GR 470 (gorges de l'Allier), le GR 3 ou encore le GR 40 (tour des volcans du Velay).
Un projet de parc naturel régional (PNR du Haut-Allier) a été avorté en 2016.
Le lac du Bouchet, les gorges de l'Allier et deux des plus beaux villages de France — Arlempdes et Pradelles — figurent parmi les lieux remarquables.

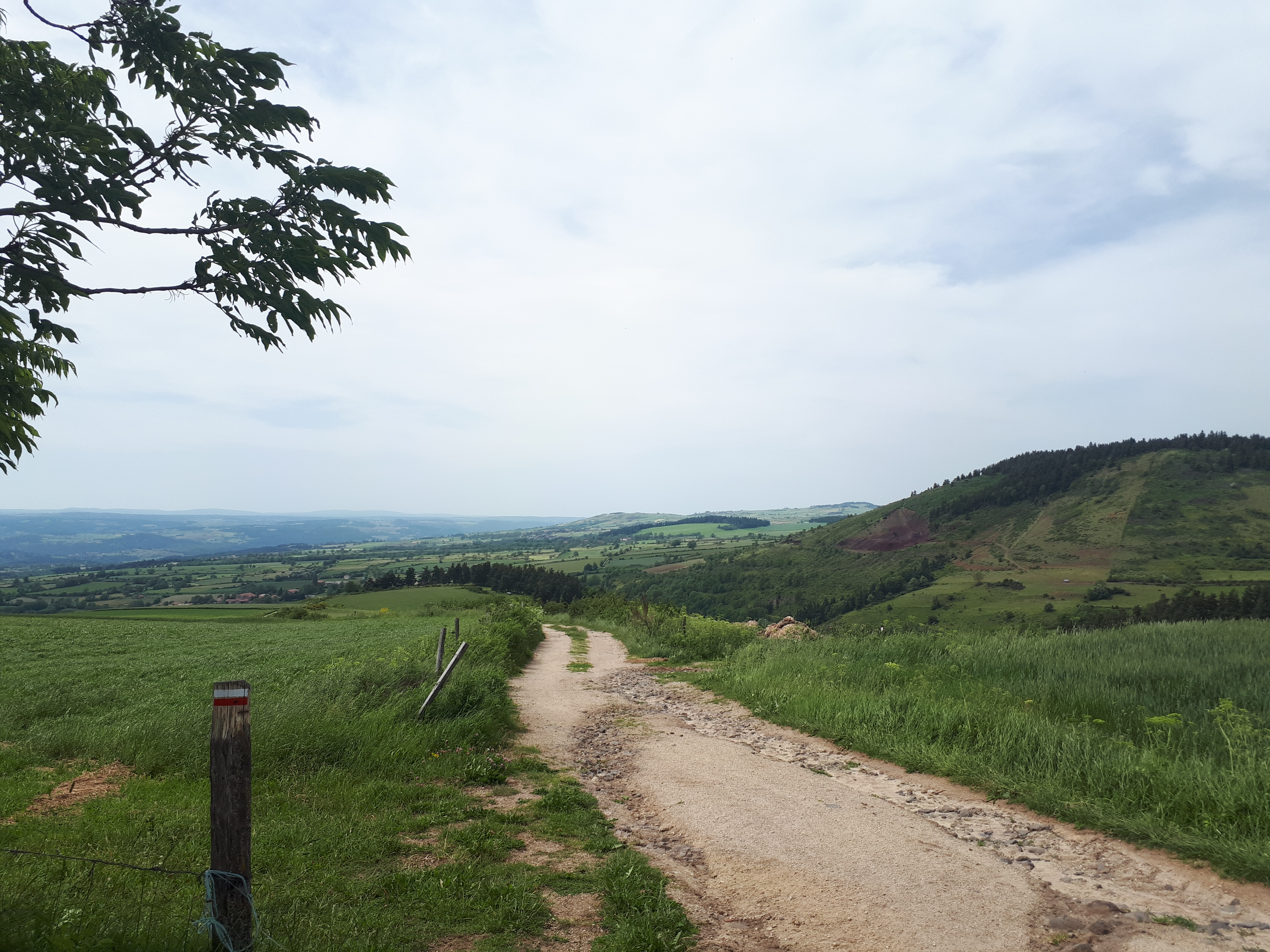
Le chemin de Stevenson sur le plateau du Devès, près de Pradelles.
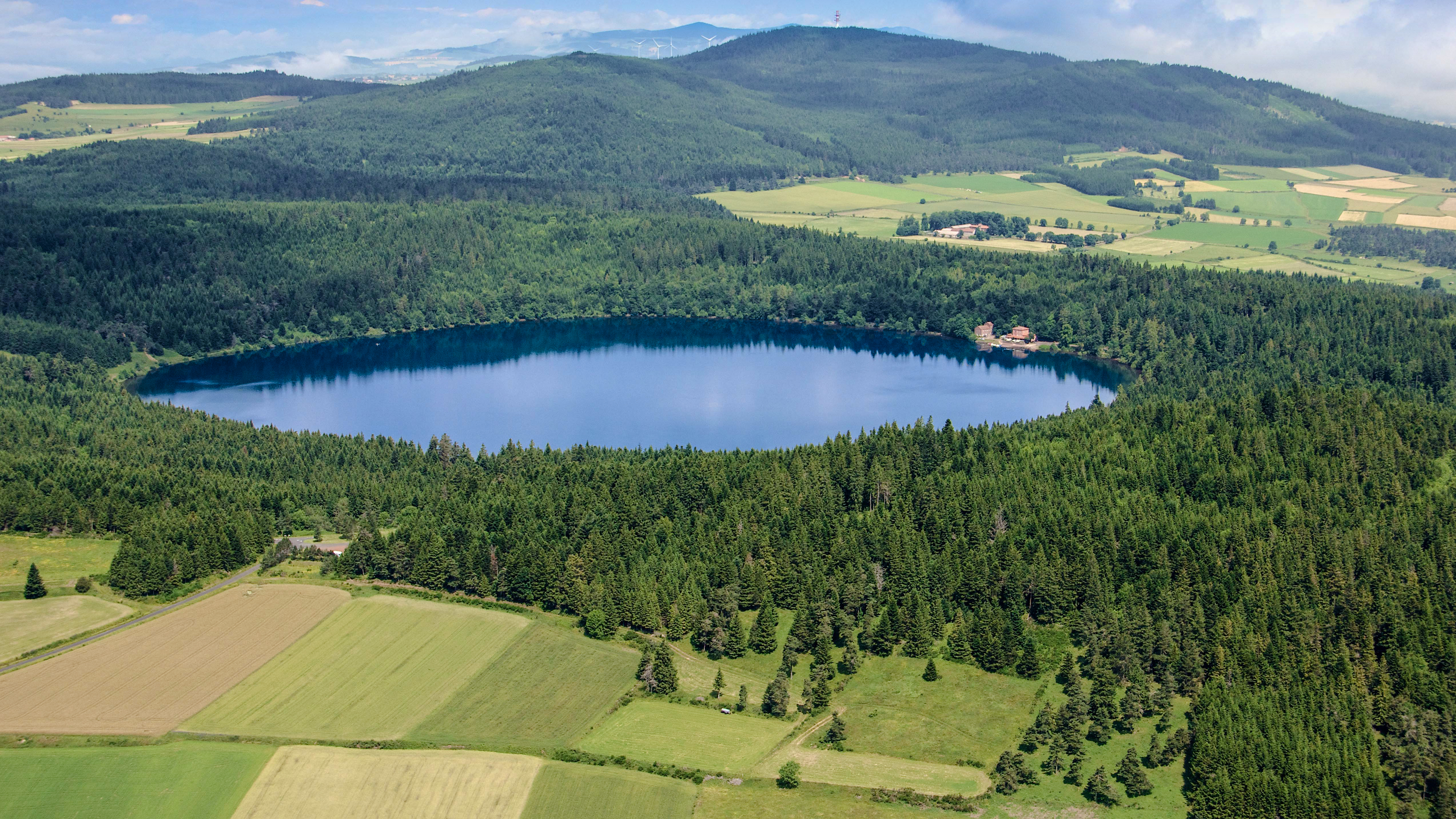
Le lac du Bouchet.